# La domatrice
La domatrice (titolo originale Appointment with Death) è un romanzo poliziesco di Agatha Christie, pubblicato nel 1938. In Italia è stato tradotto anche col titolo Appuntamento con la morte (traduzione letterale dell'originale). Questa è la sedicesima avventura del celebre investigatore belga Hercule Poirot e riflette la lunga esperienza di viaggi dell'autrice in Medio Oriente assieme al marito, l'archeologo Sir Max Mallowan. La storia è ambientata principalmente a Gerusalemme e Petra.

## Trama
Poirot è a Gerusalemme in vacanza. Una sera, mentre sta chiudendo la finestra della sua camera, sente una voce che dice: «Ti rendi conto, vero, che dev'essere uccisa?». Il giorno dopo nella hall dell'albergo riconosce la voce che ha pronunciato quella frase. È quella di Raymond Boynton che si trova in vacanza con la sua eccentrica famiglia, dominata completamente dalla madre. Qualche giorno dopo gli stessi turisti si spostano nell'antica città di Petra e, al ritorno da una passeggiata, si scopre che la madre dei Boynton è morta. Tutto fa pensare a una morte naturale, ma Poirot, a cui viene affidata l'indagine, sospetta un omicidio.
La prima parte della storia (circa un terzo del libro), dopo l'iniziale prologo (la frase udita da Poirot), è un thriller psicologico in cui vengono introdotte la famiglia e la vittima, viste attraverso gli occhi di due turisti del gruppo, Sarah King e il Dottor Gérard, che commentano lo strano comportamento di questo nucleo familiare. La signora Boynton è una ex-guardia carceraria, sadica e domatrice. Attualmente, Lennox Boynton è l'unico dei suoi fratelli a essere sposato; sua moglie Nadine è anche lei ormai succube della suocera, mentre Jefferson Cope, un amico di famiglia, sta invece cercando di aiutarla e a portarla via da questa infelice condizione.  
Sarah è attratta da Raymond Boynton, così decide di attirare Carol Boynton nella sua camera d’hotel per parlarle, cercando di approfondirne la sua conoscenza. Purtroppo, la madre fa in modo di impedirglielo e di tenere i figli sempre accanto a sé. Sarah allora affronta la donna, che le risponde con una strana minaccia: “Non ho mai scordato niente – non un'azione, non un nome, non una faccia”. Quando il gruppo raggiunge Petra, dove devono passare alcuni giorni, la signora Boynton decide di restare sola all'accampamento mandandoli a fare una passeggiata. Più tardi, viene trovata morta, con una puntura di siringa sul polso.
Poirot afferma di poter risolvere il mistero in ventiquattr'ore semplicemente interrogando i sospettati. Durante questi colloqui stabilisce un arco temporale che sembra impossibile: la dottoressa King pone l'ora della morte molto tempo prima di quello in cui i membri della famiglia affermano di aver visto la vittima viva per l'ultima volta. L'attenzione viene posta anche sulla siringa ipodermica che sembra essere stata rubata dalla tenda del dottor Gérard e poi rimessa al suo posto. Il veleno che ha ucciso la signora Boynton dovrebbe essere qualcosa che la vittima prendeva di solito come medicinale: la digitossina.
Dopo aver indagato, Poirot riunisce tutti i turisti, eccetto Lady Westholme e la signorina Pierece, in una camera d’albergo e spiega che ogni componente della famiglia, a turno, ha trovato la signora Boynton morta, e credendo che fosse stato un altro familiare ad ucciderla: per questo nessuno ha dato l'allarme e ha finto che fosse viva. In realtà, nessuno della famiglia avrebbe avuto bisogno di uccidere la vittima con una puntura, perché avrebbero potuto metterle il veleno direttamente nel medicinale, cosa molto meno sospetta. Questo fatto porta l'attenzione dell'investigatore sui personaggi estranei alla famiglia Boynton.
L'assassina si scopre essere Lady Westholme che stava cercando di coprire un segreto pericoloso: prima del suo matrimonio e dell'inizio della sua carriera in parlamento, era stata rinchiusa nella prigione in cui lavorava la signora Boynton come guardia. La signora Boynton, dunque non si era rivolta a Sarah quando diceva di non scordare nessuna faccia, ma invece proprio a Lady Westholme che era alle spalle della dottoressa: la tentazione di ottenere una nuova persona da torturare psicologicamente era troppo forte per lei. Lady Westholme ha commesso l'omicidio travestita da arabo, e grazie all’ingenuità della signorina Pierce ha creato due indizi che la allontanavano dai sospetti.
Lady Westholme, che stava origliando dalla camera adiacente a quella in cui Poirot era in procinto a svelare il mistero, consapevole che presto il suo segreto verrà rivelato ai giornali, decide di uccidersi, sparandosi un colpo in testa con la sua pistola. 
Il romanzo si conclude con la famiglia Boynton, finalmente libera: incontrandosi al Savoy con Poirot, si scopre che Raymond ha spostato Sarah, Carol ha sposato il signor Cope, Lennox e Nadine stanno ancora insieme, e Ginevra si è data alla recitazione sotto il consiglio del dottor Gérard, ora suo marito.

## Personaggi
- Hercule Poirot, investigatore
- Sarah King, dottoressa e amica di Gérard
- Théodore Gérard, psichiatra francese
- Signora Boynton, turista americana e madre di Lennox, Carol, Raymond e Ginevra. Descrizione de la domatrice da parte di Agatha Christie:

Una domatrice! disse fra sé il dottor Gerard.

Si rendeva conto, ora, di che cosa fosse la invisibile corrente che sembrava passare sotto le innocenti chiacchiere della famiglia Boynton: odio, una cupa corrente d'odio...»
(Agatha Christie, La domatrice, Oscar Mondadori 1981, p. 18)
- Lennox Boynton, figliastro maggiore della signora Boynton
- Raymond Boynton, figliastro minore della signora Boynton
- Carol Boynton, figliastra maggiore della signora Boynton
- Ginevra “Jinny” Boynton, figlia minore biologica della signora Boynton
- Nadine Boynton, moglie di Lennox Boynton
- Jefferson Cope, amico della famiglia Boynton
- Lady Westholme, parlamentare inglese
- Amabel Pierce, donna suggestionabile di mezz’età
- Colonnello Carbury, capo della polizia di Amman
- Mohammed, un arabo addetto a sorvegliare il campo a Petra

## Film tratti dal romanzo
- Appuntamento con la morte (1988), diretto da Michael Winner, con Peter Ustinov, Lauren Bacall e John Gielgud
- Agatha Christie: Poirot - La domatrice (2009),[2] diretto da Ashley Pearce, con David Suchet, Tim Curry, Cheryl Campbell, Zoe Boyle, Emma Cunniffe, Mark Gatiss, Tom Riley, Christina Cole e Paul Freeman

## Adattamento teatrale
- Appuntamento con la morte, di Agatha Christie (1945)

## Edizioni italiane
- La domatrice, traduzione di Enrico Piceni, Collana I Libri Gialli n.224, Milano, Arnoldo Mondadori Editore, 1939. - I Classici del Giallo Mondadori n.225, settembre 1975; Prefazione di Lia Volpatti, Collana Oscar n.1357 (Oscar dei Gialli n.74), Milano, Mondadori, 1981, pp.171.
- La domatrice, traduzione di Grazia Maria Griffini, I Classici dei Gialli Mondadori n.554, Milano, Mondadori, aprile 1988. - Edizione illustrata e annotata, Collezione Agatha Christie, Milano, CDE, 1993; Collana Oscar Narrativa n.1437 (Oscar Scrittori del Novecento), Mondadori, 1994, ISBN 978-88-043-9769-4; I Classici del Giallo Mondadori n.1106, marzo 2006; Collana Oscar Moderni, 2020, ISBN 978-88-047-3203-7.